# Teoria Olduvai
Teoria Olduvai – ocena ograniczonej długości trwania okresu industrializacji (definiowanej miarą konsumpcji energii na osobę) do ok. 100 lat (1930–2030). Teoria jest rozwinięciem spekulacji o przemijająco-pulsującym cyklu (transient-pulse theory) rozwoju nowoczesnej cywilizacji. Nazwa pochodzi od lokalnej nazwy wąwozu w Tanzanii, która jest także używana do określenia najstarszych kultur ludzkich w Afryce.

## Historia
Po raz pierwszy teoria została sformułowana przez Richarda Duncana w 1989, wówczas pod nazwą "przemijająco-pulsującej teorii cywilizacji industrialnej" (transient-pulse theory of Industrial Civilization). Hipoteza została rozwinięta w kolejnych publikacjach. W 1996 Duncan opublikował pracę pod tytułem "Teoria Olduvai: Osuwanie się w kierunku postindustrialnej epoki kamiennej" (The Olduvai Theory: Sliding Towards a Post-Industrial Stone Age), tam po raz pierwszy pojawiło się określenie "teoria Olduvai". Następnie Duncan rozwijał swoją teorię w kolejnych publikacjach w latach 2000 i 2005.

## Założenia
W publikacjach Duncana cywilizacja industrialna definiowana jest jako okres, w którym zużycie energii w przeliczeniu na osobę wynosi ponad 37% wartości maksymalnej. Silnie rosnący wzrost produkcji energii zakończył się w 1979 i do 2008 nie rejestruje się znaczącego wzrostu produkcji energii w przeliczeniu na osobę. Zgodnie z założeniami po roku 2008 spodziewać się należy gwałtownego spadku ilości dostępnej energii, co skutkować ma załamaniem cywilizacyjnym i spadkiem liczby ludności świata do ok. 2 miliardów ludzi w 2050.
Zgodnie z teorią Olduvai, historia cywilizacji ludzkiej może być podzielona na trzy okresy:
- przedindustrialny – trwający przez znaczną część historii cywilizacji
- industrialny – trwający współcześnie
- dezindustrialny – spodziewany okres, w czasie którego nastąpi załamanie ekonomiczne i docelowo ustali się równowaga w poziomie konsumpcji zasobów nieodnawialnych i odnawialnych[7].

Koniec fazy industrialnej został podzielony na trzy podokresy:
- Zbocze Olduvai (Olduvai slope) 1979–1999 – produkcja energii w przeliczeniu na osobę przestaje rosnąć i zaczyna spadać.
- Osunięcie Olduvai (Olduvai slide) 2000–2011 – wiąże się z osiągnięciem Peak Oil i eskalacją konfliktów zbrojnych w obszarach zasobnych w paliwa.
- Klif Olduvai (Olduvai cliff) 2012–2030 – początkowo występować będą coraz częstsze problemy z dostarczeniem odpowiedniej ilości energii, w końcu sieć energetyczna rozpadnie się, a kryzys ekonomiczny pociągnie za sobą załamanie podstawowych funkcji państw.